# Wahlmüdigkeit
Mit Wahlmüdigkeit wird allgemein die passive Stimmenthaltung des Bürgers bei politischen Wahlen und Abstimmungen bezeichnet.
Im Gegensatz zur aktiven Enthaltung, bei der ein leerer Stimmzettel zur Wahlurne gebracht wird, erspart sich ein wahlmüder Bürger den Gang ins Wahllokal.
Zu den Gründen der Wahlmüdigkeit gibt es verschiedene Mutmaßungen im Zusammenhang mit Untersuchungen zur sogenannten Politikverdrossenheit. Der potentielle Wähler fühle sich entweder von keiner der zur Wahl stehenden Parteien angemessen vertreten, da es „doch völlig egal sei, wer das Land regiert, da sowieso nichts besser wird“ , oder es sei ihm aus Zufriedenheit einfach gleichgültig: „Zu sagen, ist doch egal, wer regiert – das muss nicht negativ sein. Diese Gleichgültigkeit bedeute nicht selten gerade Zufriedenheit mit dem System, zumal sich die Politik der großen Parteien einander annähere.“